# 協同飼料
協同飼料株式会社（きょうどうしりょう）は、かつて存在した日本の飼料メーカー。

## 概要
飼料業界大手の一つ。養豚用飼料や養鶏用飼料では国内トップクラスであった。その他、養牛用飼料、養魚用餌料も扱っていた。飼料の他、豚肉・鶏卵等の畜産物の加工製造・販売の事業も主力となっていた。2014年3月期の連結売上構成は飼料事業69.0%、畜産物事業31.0%となっている。
2015年10月1日、日本配合飼料株式会社との共同持株会社であるフィード・ワンホールディングス株式会社に、日本配合飼料株式会社とともに吸収合併され、フィード・ワン株式会社となった。

## 沿革
- 1946年（昭和21年）9月19日 - 協同飼料販売株式会社を設立。
- 1953年（昭和28年）4月 - 協同飼料株式会社を設立。
- 1956年（昭和31年）10月-名古屋工場を開設。
- 1960年（昭和35年）5月 - 畜産物の生産加工販売を開始。
- 1960年（昭和35年）11月1日 - 株式額面変更の目的で協同飼料販売株式会社に協同飼料株式会社を合併し、商号を協同飼料株式会社に変更。
- 1961年（昭和36年）1月 - 東京証券取引所店頭市場に株式を公開。
- 1961年（昭和36年）10月 - 東京証券取引所市場第二部に株式を上場。
- 1962年（昭和37年）5月 - 本社を東京都から横浜市に移転。
- 1963年（昭和38年）12月24日 - 日本ペットフード販売株式会社（現在の日本ペットフード株式会社）を設立。
- 1967年（昭和42年）8月 - 東京証券取引所市場第一部に指定替え。
- 1997年（平成9年）7月 - 門司工場を門司飼料株式会社として分社。
- 2014年（平成26年）10月1日 - 日本配合飼料株式会社との共同持株会社である「フィード・ワンホールディングス株式会社」を設立し経営統合[1]。9月26日付で株式上場廃止。
- 2015年（平成27年）10月1日 - 日本配合飼料とともにフィード・ワンホールディングス株式会社に吸収合併され、フィード・ワン株式会社となる[2]。

## 現業所

### 合併時
- 研究所（福島リサーチセンター）（福島県田村郡小野町） - 2011年8月開設
- 研究所（鹿島技術センター）（茨城県神栖市） - 1996年10月移転開設
- 鹿島工場（茨城県神栖市） - 1988年7月開設
- 石巻工場（宮城県石巻市） - 1980年12月開設
- 名古屋工場（愛知県名古屋市港区） - 1956年10月開設

### 過去
- 研究所（初代）（神奈川県横浜市保土ケ谷区） - 1957年6月開設、1996年10月移転
- 横浜工場（神奈川県横浜市） - 1953年10月開設、1988年8月閉鎖
- 門司工場（福岡県北九州市門司区） - 1960年1月開設、1997年7月分社（門司飼料株式会社）

## 関係会社

### 連結子会社
- ゴールドエッグ株式会社（大阪府八尾市） - 鶏卵の加工販売
- 株式会社横浜ミートセンター（神奈川県横浜市西区） - 食肉の加工販売
- 株式会社横浜ミート（神奈川県横浜市鶴見区） - 食肉の加工販売
- 三河畜産工業株式会社（愛知県豊田市） - 食肉の加工販売
- 株式会社奥三河どり（愛知県犬山市） - 食肉の加工販売
- 株式会社東白川ファーム（福島県東白川郡塙町） - 肉用豚の生産販売
- 岩手協同飼料販売株式会社（岩手県紫波郡矢巾町） - 飼料販売
- 鹿島協販株式会社（茨城県石岡市） - 飼料販売
- 東海協販株式会社（愛知県名古屋市港区） - 飼料販売
- 四国協販株式会社（香川県観音寺市） - 飼料販売
- 北九州協同飼料販売株式会社（大分県宇佐市） - 飼料販売
- 南九州協同飼料販売株式会社（宮崎県都城市） - 飼料販売
- 門司飼料株式会社（福岡県北九州市門司区） - 飼料製造

### 持分法適用会社
- 苫小牧飼料株式会社（北海道苫小牧市） - 飼料製造
- 東北飼料株式会社（青森県八戸市） - 飼料製造
- 八代飼料株式会社（熊本県八代市） - 飼料製造
- 志布志飼料株式会社（鹿児島県志布志市） - 飼料製造
- 株式会社北海道サンフーズ（北海道札幌市白石区） - 飼料販売
- 門司港サイロ株式会社（福岡県北九州市門司区） - 倉庫業
- 株式会社美保野ポーク（青森県八戸市） - 肉用豚の生産販売
- 双日協同飼料会社（ベトナム） - 飼料の製造販売

### 関連会社
- 道北協同飼料販売株式会社（北海道旭川市） - 飼料販売
- 有限会社協同畜産経営センター（北海道北見市）